# The Fabulous Thunderbirds
The Fabulous Thunderbirds (англ. Громовые птицы, мифические существа из индейской мифологии) — блюзовая группа, сформированная в Остине, штат Техас в 1974 году. Единственным бессменным участником группы является певец и харпер Ким Уилсон. Лауреат Blues Music Awards в номинации «Группа года» (1986), номинанант в той же категории (2006). Дважды номинант Грэмми (1987).

## История
Группу собрал в 1974 году в Остине гитарист Джимми Вон, пригласив певца и харпера Кима Уилсона. После регулярных выступлений в Остин в течение пяти лет, группе удалось подписать контракт с Takoma Records, подразделением Chrysalis Records. Первые два альбома вышли в составе группы с Кимом Уилсоном (вокал, гармоника), Джимми Воном (гитара), Китом Фергюсоном (бас) и Майком Баком (ударные) во втором альбоме заменённым на Франа Кристина. Первые два альбома были выпущены небольшим тиражом и сейчас являются редкими пластинками. The Fabulous Thunderbirds соединили в своём творчестве техасский блюз с традиционным свомп-блюзом с его характерной губной гармоникой в духе Слима Харпо и Лейзи Лестера. В третьем альбоме музыка группы стала ближе к ритм-н-блюзу с использованием фортепиано и духовых инструментов.
Несмотря на то, что The Fabulous Thunderbirds стали популярны в блюзовом сообществе, были признаны критиками и открывали концерты таких звёзд как Rolling Stones и Эрик Клэптон, продажи их альбомов шли не очень хорошо. Chrysalis после выхода четвёртого альбома оставили группу без контракта. В течение четырёх лет группа гастролировала по США. В это время группу покинул басист Кит Фергюсон и был заменён Престоном Хаббардом, бывшим участником Roomful of Blues. За этот период группа записалась лишь в альбоме Карлоса Сантаны Havana Moon. В 1985 году группе удалось подписать контракт с Epic Records.
В 1986 году вышел альбом Tuff Enuff и одноимённый сингл, взлетевший в продажах, и добравшийся до десятого места в Billboard Hot 100. Альбом добрался до 13 места в чарте, стал «золотым» в нескольких странах, а в США впоследствии стал «платиновым». Видеоклип песни получил большую ротацию на MTV. Песню «Tuff Enuff» можно услышать в фильмах Энтузиаст (1986), Крутые ребята (1986) и Бесконечная погоня (1987). Следующий сингл «Wrap It Up» (авторства Sam & Dave) также был успешен, добравшись до 50 места в Billboard Hot 100. В 1986 году The Fabulous Thunderbirds был признана лучшей блюзовой группой года, а в 1987 году дважды номинировалась на Грэмми в номинациях Премия «Грэмми» за лучшее инструментальное рок-исполнение и Премия «Грэмми» за лучшее вокальное рок-исполнение дуэтом или группой.
В 1987 году группа с песней «Twist It Off» снялась камео в фильме «Свет дня». Следующий альбом Hot Number хоть и попал в чарты, но быстро упал в продажах, а альбом Powerful Stuff имел неплохой успех, отчасти потому что заглавная песня звучала в фильме Коктейль (1988).
Джимми Вон покинул группу в 1990 году для записи со своим братом Стиви Рэем Воном альбома Family Style. После смерти Стиви Рэя Вона в 1990 году Джимми Вон не вернулся в группу, занявшись сольной карьерой. В 1991 году Epic Records прекратила контракт с группой. С этого времени началась череда изменений в составе группы, хотя группа продолжала регулярно выпускать альбомы.
В 2000 году The Fabulous Thunderbirds стала первой группой, концерт которой транслировался в Интернете в высоком разрешении и DVD Invitation Only — одна из первых многодорожечных записей живого концерта в высоком разрешении. Сопутствующий CD Live! был выпущен в 2001 году. В 2006 году группа получила номинацию на звание блюзовой группы года.
В 2024 году вышел сингл группы «Fab T-Birds», записанный при участии Билли Гиббонса, а затем последовал альбом группы Struck Down, записанный в Нью-Джерси и Гамильтоне, Онтарио, и сведённый известным звукорежиссёром Шелли Якусом (в его послужном списке есть например Джон Леннон, U2 и Том Петти. В записи принимали участие такие известные музыканты, как Элвин Бишоп, Бонни Райт, Мик Флитвуд и Тадж Махал.
Члены группы образца 1979 года перечисляются в песне «Lowdown in the Street», вышедшей в альбоме Degüello американской группы ZZ Top.
«Fabulous Thunderbirds играют энергичную смесь блюза, рок-н-ролла и R&B, которая звучит так, будто она вышла прямо из техасской придорожной закусочной».

## Дискография

### Студийные альбомы
- The Fabulous Thunderbirds (1979)
- What’s the Word (1980)
- Butt Rockin' (1981)
- T-Bird Rhythm (1982)
- Tuff Enuff (1986)
- Hot Number (1987)
- Powerful Stuff (1989)
- Walk That Walk, Talk That Talk (1991)
- Roll of the Dice (1995)
- High Water (1997)
- Painted On (2005)
- Thunderbirds! (2009)
- On the Verge (2013)
- Strong Like That (2016)
- Struck Down (2024)

### Сборники
- Portfolio (1987)
- The Essential… (1991)
- Hot Stuff: The Greatest Hits (1992)
- Wrap It Up (1993)
- The Fabulous Thunderbirds/What’s the Word (1993)
- Butt Rockin'/T-Bird Rhythm (1993)
- Different Tacos (1996)
- The Best of the Fabulous Thunderbirds (1997)
- Tuff Enuff/Powerful Stuff (1999)
- Thunderbirds Tacos Deluxe (2003)
- The Best of the Fabulous Thunderbirds: Early Birds Special (2011)
- The Bad and Best of… (2013)

### Концертные альбомы
- Live from London (1985)
- Live [также известен как Invitation Only] (2001)

### Синглы
- «Tuff Enuff» (1986) No. 10 US, No. 83 AUS[4]
- «Wrap It Up» (1986) No. 50 US
- «Why Get Up» (1986)
- «Stand Back» (1987) No. 76 US
- «How Do You Spell Love» (1987)
- «Wasted Tears» (1988)
- «Powerful Stuff» (1988) No. 65 US
- «Knock Yourself Out» (1989)